# فرمول اویلر
فرمول اویلر (به انگلیسی: Euler's formula)، منتسب به لئونارد اویلر، اتحادی است در آنالیز مختلط که رابطهٔ بین تابع نمایی مختلط و توابع مثلثاتی را به صورت زیر بیان می‌دارد:
{\displaystyle e^{ix}=\cos x+i\sin x\!}
که در اینجا {\displaystyle e\!} پایه لگاریتم طبیعی،  {\displaystyle i={\sqrt {-1}}\!} واحد موهومی و متغیر {\displaystyle x\!} عددی دلخواه و حقیقی بر حسب واحد رادیان است.
با قراردادن {\displaystyle \pi } به جای متغیر شکل خاصی از رابطهٔ بالا بدست می‌آید.

{\displaystyle e^{i\pi }=-1}

## اثبات
می‌دانیم:
{\displaystyle {\begin{aligned}i^{0}&{}=1,\quad &i^{1}&{}=i,\quad &i^{2}&{}=-1,\quad &i^{3}&{}=-i,\\i^{4}&={}1,\quad &i^{5}&={}i,\quad &i^{6}&{}=-1,\quad &i^{7}&{}=-i,\end{aligned}}}

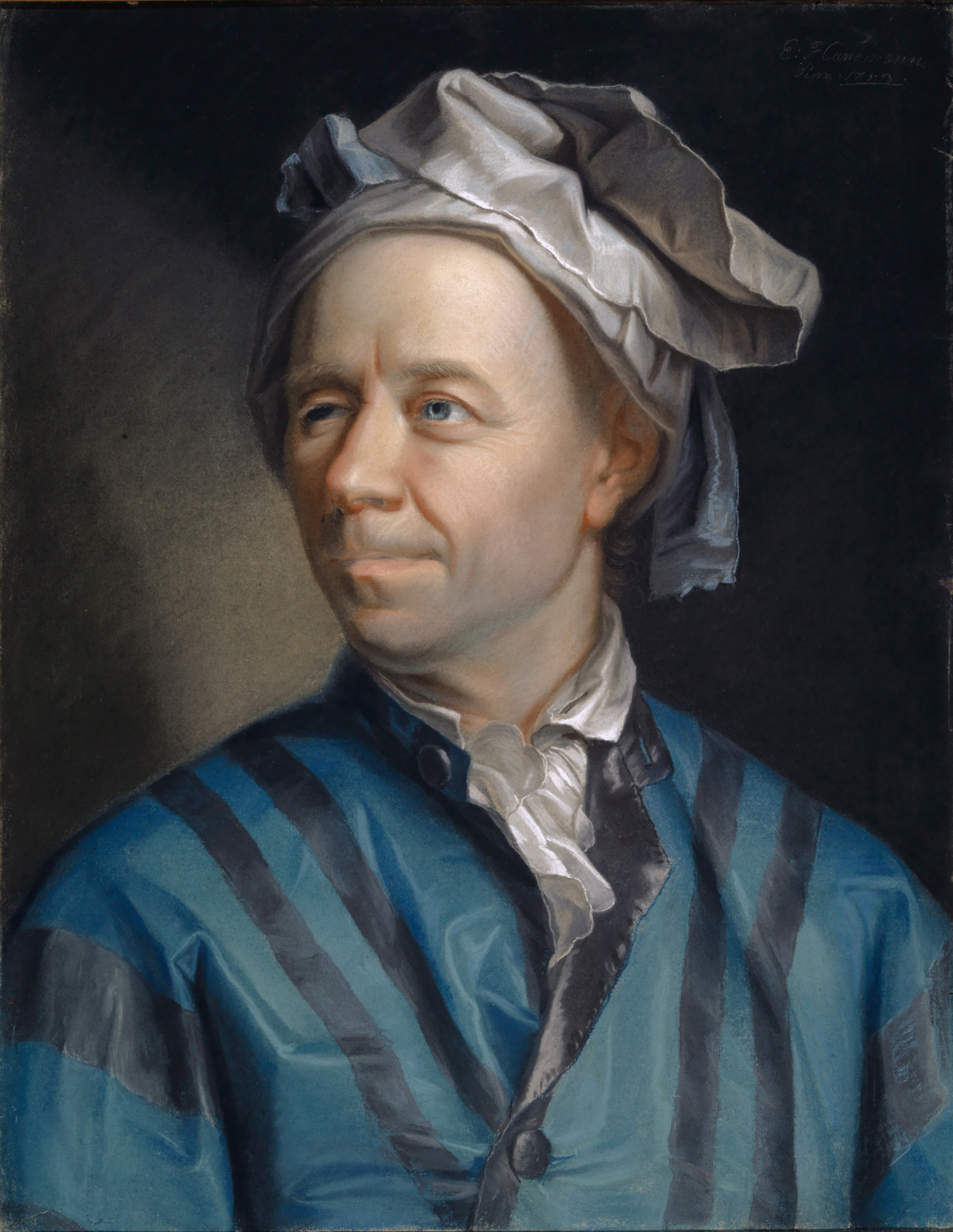
پرتره لئونارد اویلر در سال ۱۷۵۳پدیدآورنده: یعقوب امانوئل هندمن

و الی آخر. با استفاده از بسط تیلور {\displaystyle e^{ix}} برای هر {\displaystyle x} حقیقی داریم:
{\displaystyle {\begin{aligned}e^{ix}&{}=1+ix+{\frac {(ix)^{2}}{2!}}+{\frac {(ix)^{3}}{3!}}+{\frac {(ix)^{4}}{4!}}+{\frac {(ix)^{5}}{5!}}+{\frac {(ix)^{6}}{6!}}+{\frac {(ix)^{7}}{7!}}+{\frac {(ix)^{8}}{8!}}+\cdots \\[8pt]&{}=1+ix-{\frac {x^{2}}{2!}}-{\frac {ix^{3}}{3!}}+{\frac {x^{4}}{4!}}+{\frac {ix^{5}}{5!}}-{\frac {x^{6}}{6!}}-{\frac {ix^{7}}{7!}}+{\frac {x^{8}}{8!}}+\cdots \\[8pt]&{}=\left(1-{\frac {x^{2}}{2!}}+{\frac {x^{4}}{4!}}-{\frac {x^{6}}{6!}}+{\frac {x^{8}}{8!}}-\cdots \right)+i\left(x-{\frac {x^{3}}{3!}}+{\frac {x^{5}}{5!}}-{\frac {x^{7}}{7!}}+\cdots \right)\\[8pt]&{}=\cos x+i\sin x\ .\end{aligned}}}